# 六本木音楽部
六本木音楽部（ろっぽんぎおんがくぶ）は、インターネットテレビ番組のGyaOジョッキーで放送されていた音楽トーク番組である。GyaOジョッキー閉局に伴い番組も終了した。

## 概要
毎週木曜日21時～22時に生放送で、GyaOジョッキーでは珍しい本格派音楽トーク番組。毎回1人（1組）のミュージシャンをゲストに招いて、新曲のPVを流したり、時には生歌生演奏を披露したりする。2008年10月より放送。

## 出演者
- MC　-　ジャジィはなわ（はなわ）、前田健　※どちらか1人のみ、出演することがある
- アシスタント　-　ジュエリー真紀[1]（相沢まき）

今となっては、このキャラ設定が存在したことが分からないほど普通に番組進行している。
| 放送回数          | 放送日         | 出演者（MC・アシスタント）                 | 出演者（ゲスト）             |
| ----------------- | -------------- | ------------------------------------------ | ---------------------------- |
| 第1回             | 2008年10月1日  | ジャジィはなわ、ジュエリー真紀             | indigo blue、腐男塾          |
| 第2回             | 2008年10月8日  | ジャジィはなわ、ジュエリー真紀             | BIANCA                       |
| 第3回             | 2008年10月15日 | ジャジィはなわ、ジュエリー真紀             | 林田健司、バニラビーンズ     |
| 第4回             | 2008年10月22日 | ジャジィはなわ、ジュエリー真紀             | the soul                     |
| 第5回             | 2008年10月29日 | 前田健、ジュエリー真紀                     | 0 SOUL 7                     |
| 第6回             | 2008年11月6日  | ジャジィはなわ、ぺる来航（ぺる）           | アンダーザカウンター         |
| 第7回             | 2008年11月13日 | ジャジィはなわ、ジュエリー真紀             | Rey                          |
| 第8回             | 2008年11月20日 | ジャジィはなわ、前田健、ジュエリー真紀     | 下川みくに                   |
| 第9回             | 2008年11月27日 | ジャジィはなわ、ジュエリー真紀             | サイプレス上野とロベルト吉野 |
| 第10回            | 2008年12月4日  | 前田健、ジュエリー真紀                     | 光岡昌美                     |
| 第11回            | 2008年12月11日 | 前田健、ジュエリー真紀                     | 河口恭吾                     |
| 第12回            | 2008年12月18日 | ジャジィはなわ、前田健、ジュエリー真紀     | 河原亜依                     |
| 第13回            | 2008年12月25日 | ジャジィはなわ、前田健、ジュエリー真紀     | バニラビーンズ               |
| 第14回            | 2009年1月8日   | ジャジィはなわ、ジュエリー真紀             | indigo blue                  |
| 第15回            | 2009年1月15日  | 前田健、ジュエリー真紀                     | 松千                         |
| 第16回            | 2009年1月22日  | ジャジィはなわ、ガッツつかさ（小塚つかさ） | 0 SOUL 7                     |
| 第17回            | 2009年1月29日  | 前田健、ジュエリー真紀                     | rain book（山本容子）        |
| 第18回            | 2009年2月5日   | ジャジィはなわ、前田健、ジュエリー真紀     | Grand Slam                   |
| 第19回            | 2009年2月12日  | ジャジィはなわ、前田健、ジュエリー真紀     | HEARTLAND                    |
| 第20回            | 2009年2月19日  | ジャジィはなわ、前田健、ジュエリー真紀     | 二千花                       |
| 第21回            | 2009年2月26日  | 前田健、ジュエリー真紀                     | H.（エイチ）                 |
| 第22回            | 2009年3月5日   | ジャジィはなわ、ジュエリー真紀             | Saori＠destiny               |
| 第23回            | 2009年3月12日  | 前田健、古川小百合                         | 奥井亜紀                     |
| 第24回            | 2009年3月19日  | 前田健、ジュエリー真紀                     | +Plus                        |
| 第25回            | 2009年3月26日  | ジャジィはなわ、ジュエリー真紀             | elli+katz+nory               |
| 第26回            | 2009年4月2日   | ジャジィはなわ、前田健、ジュエリー真紀     | 角田信朗                     |
| 第27回            | 2009年4月9日   | 前田健、ジュエリー真紀                     | 椎名法子                     |
| 第28回            | 2009年4月16日  | 前田健、古川小百合                         | アーバンギャルド             |
| 第29回            | 2009年4月23日  | ジャジィはなわ、古川小百合                 | YGA（目黒、谷、松本）        |
| 第30回            | 2009年4月30日  | ジャジィはなわ、前田健、古川小百合         | 松千                         |
| 第31回            | 2009年5月7日   | ジャジィはなわ、前田健、ジュエリー真紀     | indigo blue                  |
| 第32回            | 2009年5月14日  | ジャジィはなわ、前田健、ジュエリー真紀     | 復活!ミニスカポリス          |
| 第33回            | 2009年5月21日  | 前田健、ジュエリー真紀                     | A・G・E                      |
| 第34回            | 2009年5月28日  | ジャジィはなわ、前田健、ジュエリー真紀     | 腐男塾                       |
| 第35回            | 2009年6月4日   | 前田健、ジュエリー真紀                     | KAI                          |
| 第36回            | 2009年6月11日  | 前田健、ジュエリー真紀                     | 0 SOUL 7                     |
| 第37回            | 2009年6月18日  | ジャジィはなわ、前田健、ジュエリー真紀     | SUSPER EALTRY DEAD           |
| 第38回            | 2009年6月25日  | ジャジィはなわ、前田健、ジュエリー真紀     | M                            |
| 第39回            | 2009年7月2日   | ジャジィはなわ、前田健、古川小百合         | ピストルバルブ               |
| 第40回            | 2009年7月9日   | 前田健、ジュエリー真紀                     | Lfun、アダモちゃん           |
| 第41回            | 2009年7月16日  | ジャジィはなわ、前田健、ジュエリー真紀     | KIMBIANCA                    |
| 第42回            | 2009年7月23日  | 前田健、ジュエリー真紀                     | き乃はち、ねね               |
| 第43回            | 2009年7月30日  | 前田健、ジュエリー真紀                     | 伊達晃二                     |
| 第44回            | 2009年8月6日   | 前田健、ジュエリー真紀                     | 桜井聖良                     |
| 第45回            | 2009年8月13日  | ジャジィはなわ、前田健、ジュエリー真紀     | THE セキサンズ               |
| 第46回            | 2009年8月20日  | ジャジィはなわ、前田健、ジュエリー真紀     | R☆D☆5                        |
| 第47回 （最終回） | 2009年8月27日  | ジャジィはなわ、前田健、ジュエリー真紀     | kinpoko.09                   |

## 過去の出来事
- 番組がスタートした2008年は、「クリマックス! [2] クイズ R&B」という一般常識クイズを、GyaOジョッキーではR&B（リアルバカ）として通っている番組アシスタントのジュエリー真紀とゲストが対決形式で行っていた。